# Quận của tỉnh Martinique
4 quận của tỉnh Martinique gồm:
1. Quận Fort-de-France, (tỉnh lỵ của tỉnh Martinique: Fort-de-France) với 16 tổng và 4 xã. Dân số của quận này là 163.969 người năm 1990, 166.139 người năm 1999, tăng trưởng dân số là 1.32%.
2. Quận La Trinité, (quận lỵ: La Trinité) với 11 tổng và 10 xã. Dân số của quận này là 78.922 người năm 1990, và 85.006 người năm 1999, tăng trưởng dân số là 7.71%.
3. Quận Le Marin, (quận lỵ: Le Marin) với 13 tổng và 12 xã. Dân số của quận này là 93.345 người năm 1990, và 106.818 người năm 1999, tăng trưởng dân số là 14.43%.
4. Quận Saint-Pierre, (quận lỵ: Saint-Pierre) với 5 tổng và 8 xã. Dân số của quận này là 23.336 người năm 1990, và 23.464 người năm 1999, tăng trưởng dân số là 0.55%.